# Линда Милър
Линда Милър (на английски: Linda Lael Miller) е много плодовита американска писателка на бестселъри в жанра съвременен и исторически любовен роман, романтичен уестърн и романтичен трилър. Писала е и под псевдонима Лейъл Сейнт Джеймс (Lael St. James).

## Биография и творчество
Линда Лейл Милър е родена на 10 юни 1949 г. в Спокан, Вашингтон, САЩ, в семейството на Грейди Юджийн (градски шериф на „US Park Service“) и Хейзъл Лейл. От малка е ненаситен читател и започва да пише още на 10 години. Завършва гимназия в Нортпорт, щат Вашингтон.
На 12 октомври 1968 г. се омъжва за Рик М. Милър, художник в корабостроителница. Развеждат се през юли 1987 г. Имат 2 деца – Уенди и Даян.
След дипломирането си в периода 1968-1971 г. работи като чиновник в клиника „Рокууд“ в Спокан. В периода 1978-1979 г. е служител в „Aetna Insurance Co.“ в Спокан, а в периода 1980-1981 г. е част от персонала на авиокомпания „Пан Американ“ в Бангор, щат Вашингтон. В следващите години, преследваната си страстта си към пътешествия и мечтата си за писателска кариера, напуска щата Вашингтон, живее в Аризона и Лондон, както и пътува по света.
След дълъг период на отхвърляне първият ѝ роман „Fletcher's Woman“ е публикуван през 1983 г. Оттогава пише в различни жанрове – исторически съвременни и паранормални любовни романи, романтични трилъри и особено много романтични уестърни.
Героините в нейните книги са силни и независими жени, които могат сами да се грижат за себе си.
През 1997 г. е удостоена с награда „Нора Робъртс“ за цялостно творчество за историческите си любовни романи от Асоциацията на писателите на любовни романи на Америка. Има многобройни номинации за своите произведения, включително и за престижната награда „РИТА“. През 2011 г. поредицата ѝ „Крийд Каубой“ става бестселър №1 в списъка на „Ню Йорк Таймс“.
Писателката учредява фондация, чрез която подпомага жени, които искат да продължат образованието си.
От 2006 г. Линда Милър живее в Спокан.

## Произведения

### Като Линда Милър

#### Самостоятелни романи
- Fletcher's Woman (1983)
- Desire and Destiny (1983)
- Snowflakes on the Sea (1984)
- Willow (1984)
- Part of the Bargain (1985)
- State Secrets (1985)
- Ragged Rainbows (1986)
- Lauralee (1986)
- Wanton Angel (1987)
- Used-to-be Lovers (1988)
- Only Forever (1989)
- Just Kate (1989)
Окрилена любов, изд.: „Арлекин България“, София (1995), прев. Катя Георгиева
- Daring Moves (1990)
- Mixed Messages (1990)
- Escape from Cabriz (1990)
- Glory, Glory (1990)
- Daniel's Bride (1992)
- A Midsummer Day's Dream (1994)
- The Legacy (1994)
- Pirates (1995)
- Knights (1996)
- Together (1996)
- My Outlaw (1997)
- The Vow (1998)
- In Our Dreams (1998) – с Барбара Къмингс, Патриша Гарднър Евънс, Рут Глик, Къртни Хенке, Мери Кърк, Кори Макфаден, Патриша Потър, Мери Джо Пътни и Сюзън Уигс
- Two Brothers: The Gunslinger (1999)
- Two Brothers: The Lawman (1999)
- One Wish (2000)
- Courting Susannah (2000)
- Into the Night (2002)
- Wild About Harry (2014)

#### Серия „Корбин“ (Corbin)
1. Banner O'Brien (1984)
2. Corbin's Fancy (1985)
3. Memory's Embrace (1986)
4. My Darling Melissa (1990)

#### Серия „Отвъд прага“ (Beyond the Threshold)
1. Here and Then (1987)
2. There and Now (1992)

#### Серия „Австралиец“ (Australian)
1. Moonfire (1988)
2. Angelfire (1989)

#### Серия „Сираци“ (Orphan Train)
1. Lily and the Major (1990)
2. Emma and the Outlaw (1991)
3. Caroline and the Raider (1992)

#### Серия „Вампир“ (Vampire)
1. Forever and the Night (1993)
2. For All Eternity (1994)
3. Time Without End (1995)
4. Tonight and Always (1996)

#### Серия „Куейд“ (Quade)
1. Yankee Wife (1993)
Съпругата – янки, изд.: „Алекс принт“, Варна (1994), прев. Емилия Михайлова (издаден и като „Американска съпруга“)
2. Taming Charlotte (1993)
Укротяване на Шарлота, изд.: „Алекс принт“, Варна (1994), прев. Милица Капричева
3. Princess Annie (1994)

#### Серия „Сезони в Спрингуотър“ (Springwater Seasons)
1. Springwater (1998)
2. Rachel (1999)
3. Savannah (1999)
4. Miranda (1999)
5. Jessica (1999)
6. A Springwater Christmas (1999)
7. Springwater Wedding (2001)

#### Серия „Жените от Примроуз Крийк“ (Women of Primrose Creek)
1. Bridget (2000)
2. Christy (2000)
3. Skye (2000)
4. Megan (2000)
5. The Last Chance Cafe (2002)

#### Серия „Маккетрик“ (McKettricks)
1. High Country Bride (2002)
2. Shotgun Bride (2003)
3. Secondhand Bride (2004)
4. McKettrick's Choice (2005)
5. Sierra's Homecoming (2006)
6. McKettrick's Luck (2007) – издаден и като „The Honourable Millionaire“
7. McKettrick's Pride (2007) – издаден и като „The Millionaire's Pride“
8. McKettrick's Heart (2007) – издаден и като „The Millionaire's Duty“
9. The McKettrick Way (2007)
10. A McKettrick Christmas (2008)
11. Tate (2010)
12. Garrett (2010)
13. Austin (2010)
14. A Lawman's Christmas (2011)
15. An Outlaw's Christmas (2012)

#### Серия „Бележник“ (Look Book)
1. Don't Look Now (2003)
Горещи страсти, изд.: ИК „Компас“, Варна (2005), прев. Ваня Кацарска
2. Never Look Back (2004)
Истинските неща, изд.: ИК „Компас“, Варна (2006), прев. Мария Борисова
3. One Last Look (2006)

#### Серия „Стоун Крийк“ (Stone Creek)
1. The Man from Stone Creek (2006)
2. A Wanted Man (2007)
3. The Rustler (2008)
4. The Bridegroom (2009)
5. A Stone Creek Christmas (2008)
6. At Home in Stone Creek (2009)

#### Серия „Мойо“ (Mojo Books)
1. Deadly Gamble (2006)
2. Deadly Deceptions (2008)

#### Серия „Монтана Крийдс“ (Montana Creeds)
1. Logan (2009)
2. Dylan (2009)
3. Tyler (2009)
4. A Creed Country Christmas (2009)

#### Серия „Крийд Коубой“ (Creed Cowboy)
1. A Creed in Stone Creek (2011)
2. Creed's Honor (2011)
3. The Creed Legacy (2011)

#### Серия „Парабле, Монтана“ (Parable, Montana)
1. Big Sky Country (2012)
2. Big Sky Mountain (2012)
3. Big Sky River (2012)
4. Big Sky Summer (2013)
5. Big Sky Wedding (2013)
6. Big Sky Secrets (2013)

#### Серия „Булки от окръг Блис“ (Brides of Bliss County)
1. The Marriage Pact (2014)
2. The Marriage Charm (2015)
3. The Marriage Season (2015)
4. Christmas in Mustang Creek (2015)

#### Участие в общи серии с други писатели

##### Серия „Мъж на света“ (Man of the World)
5. Wild About Harry (1991)
от серията има още 4 романа от различни автори

##### Серия „Антологии за лоши момчета“ (Bad Boys Anthologies)
- Beach Blanket Bad Boys (2005) – сборник с Алисън Кент и Луси Монро

от серията има още 13 романа от различни автори

##### Серия „Повече от думи“ (More Than Words)
4. More Than Words, Volume 4 (2008) – с Дженифър Арчър, Къртис Ан Матлок, Катлийн О'Брайън и Шерил Удс
от серията има още 9 романа от различни автори

#### Новели
- Christmas of the Red Chiefs (2012)
- Resurrection (2012)

#### Сборници
- Haunting Love Stories (1991) – с Шанън Дрейк, Бетина Кран, Кристина Скай и Катрин Сътклиф
- Silhouette Summer Sizzlers, 1992 (1992) – с Ан Мейджър и Паула Детмър Ригс
- A Christmas Collection (1992) – със Стела Камерън, Лорета Чейс и Джоан Хол
- To Love and to Honor (1993) – със Стела Камерън, Джудит Френч и Ан Стюарт
- Purrfect Love (1994) – с Деби Макомбър и Патриша Симпсън
- Timeless (1997) – с Даяна Бейн, Илейн Крофърд и Ана Дженет (Хана Хауъл)
- Everlasting Love (1998) – с Линда Хауърд, Джейн Ан Кренц, Кейси Майкълс и Карла Нигърс
- Heart's Desire (1998) – с Линда Хауърд и Джейн Ан Кренц
- Always and Forever (1998) – с Хедър Греъм и Линда Хауърд
- Summer Sensations (1998) – с Хедър Греъм и Линда Хауърд
- With Love (2002) – с Дженифър Блейк и Кристин Хана
- Jingle All the Way (2004) – с Тереза Алън, Джейн Блекууд и Фърн Майкълс
- I'll Be Home for Christmas (2006) – с Джули Елизабет Лито, Катрин Мулвани и Роксана Сейнт Клер
- Sun, Sand, Sex (2007) – с Дженифър Аподака и Шели Лорънтсон
- When I'm with You (2009) – с Джоан Рос
- A Texas Christmas (2012) – с Даяна Палмър
- A Proposal for Christmas (2013)
- No Place Like Home (2013) – с Мери Картър, Лаура Флоранд и Кат Мартин

### Като Лейъл Сейнт Джеймс

#### Самостоятелни романи
- My Lady Beloved (2001)
- My Lady Wayward (2001)

### Екранизации
- 2006 Last Chance Cafe